# Euphrasia
- Commons
- Wikispecies

Euphrasia L. é um género botânico pertencente à família Orobanchaceae.

## Sinonímia
- Anagosperma Wettst.
- Siphonidium J.B. Armstr.

## Espécies
| - Euphrasia alpina - Euphrasia bottnica - Euprasia brevipila - Euphrasia cisalpina - Euphrasia christii - Euphrasia chitrovoi - Euphrasia coerulea - Euphrasia drosocalyx - Euphrasia dunensis - Euphrasia grandiflora - Euphrasia hirtella - Euphrasia kerneri - Euphrasia micrantha - Euphrasia minima - Euphrasia montana | - Euphrasia nemorosa - Euphrasia officinalis - Euphrasia parviflora - Euphrasia pectinata - Euphrasia picta - Euphrasia pseudokerneri - Euphrasia pulchella - Euphrasia rostkoviana - Euphrasia salisburgensis - Euphrasia stricta - Euphrasia tatrica - Euphrasia tetraquetra - Euphrasia versicolor |

- «Lista completa»

## Classificação do gênero
| Sistema | Classificação                        | Referência               |
| ------- | ------------------------------------ | ------------------------ |
| Linné   | Classe Didynamia, ordem Angiospermia | Species plantarum (1753) |